# Gertrud Busch
Gertrud Busch (* 2. Juli 1892 in Dresden; † 15. Februar 1970 in Radeberg) war eine deutsche Schriftstellerin und Vortragskünstlerin.

## Leben
Gertrud Busch war die Tochter des Radebeuler Unternehmers und Besitzers der späteren Union-Werke, Richard Busch (1864–1944). Sie wuchs die ersten 15 Jahre in Radebeul auf und lebte ab 1907 in Dresden. Sie studierte Architektur an der Dresdner Kunstgewerbeakademie und gab später ihr Wissen als Vortragskünstlerin in Landfrauenschulen weiter. 
Ab 1925 erschienen von ihr zahlreiche Märchen, Erzählungen und Romane, so als erstes 1925 Wunderland (Legenden). 1939 erschien der historische Roman Wahrhafte Geschichte des Magisters Wolfgang Uhle, der 1953 in einer Neuauflage unter dem Titel Der Pestpfarrer von Annaberg ihr bedeutendstes Werk werden sollte. Zusammen mit Jeanne Berta Semmig gehörte sie als Mitglied dem Literarischen Verein Dresden an. Ihren Lebensabend verbrachte sie im Alterskrankenheim Tobiasmühle bei Radeberg. Ihr Nachlass befindet sich im Deutschen Literaturarchiv Marbach.

## Werke (Auswahl)
- Wunderland, 1925
- Wundersame Dinge
- Steine in Gottes Garten, 1934
- Wahrhafte Geschichte des Magisters Wolfgang Uhle, 1939, Neuauflage als Der Pestpfarrer von Annaberg, 1953. 19. Aufl. 2006: ISBN 3374023576
- Flucht. Erzählung aus dem Erzgebirge, 1943
- Handlanger Gottes
- Der Kranzleuchter
- Zacharias Schnorr
- Die Spur im Schnee
- Wenn die Tür sich öffnet, 1956
- Die Bodelschwinghschen Anstalten in Lobetal, 1962
- Der weite Weg und Frühe Schuld. In: Brennende Gewissen. Zwei Erzählungen von Gertrud Busch. (=Neue Ährenlese, 20. Folge) Bundes-Verlag, Witten (Ruhr) 1963 (Umschlagbild: Bruno Bergner).